# Patrick Beverley
Patrick Beverley (ur. 12 lipca 1988 w Chicago) – amerykański koszykarz,  występujący na pozycjach rozgrywającego oraz rzucającego obrońcy.
28 czerwca 2017 w wyniku grupowej wymiany trafił do Los Angeles Clippers.
16 sierpnia 2021 został wytransferowany do Memphis Grizzlies. 25 sierpnia 2021 trafił do Minnesoty Timberwolves. 6 lipca 2022 dołączył do Utah Jazz w wyniku wymiany. 25 sierpnia 2022 trafił do Los Angeles Lakers w ramach transferu. 9 lutego 2023 został wysłany do Orlando Magic. Trzy dni później został zwolniony. 21 lutego 2023 został zawodnikiem Chicago Bulls. 9 lipca 2023 dołączył do Philadelphia 76ers. Od 8 lutego 2024 roku zawodnik Milwaukee Bucks.

## Osiągnięcia
Stan na 17 września 2023, na podstawie, o ile nie zaznaczono inaczej.

### NCAA
- Uczestnik rozgrywek:
  - II rundy turnieju NCAA (2008)
  - turnieju NCAA (2007, 2008)
- Debiutant roku konferencji Southeastern (SEC – 2007)[14]
- Zaliczony do:
  - I składu:
    - najlepszych pierwszorocznych zawodników konferencji SEC (2007)
    - turnieju:
      - Orlando Classic (2007)
      - Puerto Rico Tip-Off Classic (2008)

  - II składu konferencji SEC (2007)

### NBA
- Wybrany do[15]:
  - I składu defensywnego NBA (2017)
  - II składu defensywnego NBA (2014[16], 2020[17])
- Zwycięzca konkursu Skills Challenge (2015)[18]
- Uczestnik konkursu Skills Challenge (2015, 2020[19])
- Laureat nagrody NBA Hustle Award (2017)

### Europa
- MVP Eurocup (2012)
- Wicemistrz:
  - Euroligi (2010)[20]
  - ligi greckiej (2010)
- Zdobywca pucharu:
  - Grecji (2010)
  - Rosji (2011)
- Zaliczony do:
  - I składu:
    - Eurocup (2012)
    - rosyjskiej ligi PBL (2011, 2012)
- Uczestnik meczu gwiazd ligi:
  - ukraińskiej (2008)
  - rosyjskiej (2011)
- Zwycięzca konkursu wsadów podczas ukraińskiego All Star Game (2008)
- Lider w przechwytach:
  - Eurocup (2012)
  - ligi rosyjskiej (2012)

### Reprezentacja
- Wicemistrz świata U-19 (2007)[21]
- Lider mistrzostw świata U–19 w przechwytach (2007)[22]